# Philipp Ochs
Philipp Ochs (německá výslovnost: [fiːlɪp ʔɔks]; * 17. dubna 1997) je německý fotbalista, který hraje jako záložník za rakouský klub First Vienna. Je bývalým mládežnickým reprezentantem Německa.

## Klubová kariéra
15. srpna 2015 debutoval v Bundeslize za TSG 1899 Hoffenheim proti Bayeru Leverkusen.
31. ledna 2020 přestoupil do Hannoveru 96, podepsal smlouvu do roku 2022. Před začátkem sezóny 2022/2023 přestoupil do Sandhausenu.
31. července 2023 podepsal dvouletou smlouvu s First Viennou.

## Reprezentační kariéra
Je bývalým mládežnickým reprezentantem Německa, hrál za reprezentaci v kategoriích od 15 do 21 let. Může reprezentovat také Kazachstán, odkud pocházejí jeho rodiče.